# Paris, Palace Hôtel
Paris, Palace Hotel è un film del 1956 diretto da Henri Verneuil.

## Trama
Françoise lavora come manicure nel centro estetico del Palace Hotel di Parigi. Incontrando un giovanotto in ascensore si fa passare per la figlia del ricco Delormel e si danno appuntamento per il giorno successivo. Anche il giovane però non è chi sembra essere, pur arrivando con una macchina costosa lui è solo un garagista.
Aiutati dal signor Delormel che ha preso in simpatia la ragazza i due giovani passano assieme la vigilia di Natale e la scoperta della loro vera identità non impedisce la nascita di un amore sincero.